# Rø (plaats)
Rø is een plaats in de Deense regio Hovedstaden, gemeente Bornholm. De plaats telde 181 inwoners op 1 januari 2007.
Rø ligt 88 meter boven de zeespiegel en het hoogste gedeelte ligt 112 meter boven de zeespiegel. Het plaatsje ligt 2 kilometer van de noordkust van het eiland nabij Helligdommen en 7 km ten noordwesten van Gudhjem.
Rø heeft slechts 11 straatjes en een kerk. De directe omgeving van het plaatsje bestaat voornamelijk uit landbouwgrond. Bezienswaardigheden liggen vooral buiten de bebouwde kom.

## Geschiedenis
De Rø is de kleinste parochie van de proosdij van Bornholm. Deze parochie werd sinds de 15e eeuw ook wel de "rode parochie" genoemd vanwege het karakteristieke rode dak van de dertiende-eeuwse kerk. De huidige kerk werd in 1888 in de "neo-romaanse" stijl gebouwd. Naast de kerk was er de kerkenschool van 1840, de pastorie en de monumentale Hollandse Molen van Rø.

### Spoorweg
Rø had tussen 1913 en 1953 een eigen station aan de spoorlijn Rønne - Sandvig, ook wel Allingebanen genoemd. In het eerste jaar werd deze Helligdommen genoemd, maar vervolgens Rø. Met de komst van de spoorweg ontstond er een levendige nijverheid. Verschillende bedrijven vestigden zich in de directe nabijheid van het station, zoals een smid, een timmerman, een tankstation met werkplaats, een koopmanswinkel, een bank, een bakkerij, etc. Nadat de spoorverbinding in 1953 werd opgebroken raakte het dorp zijn levenslijn kwijt en verdwenen de meeste bedrijven. Het stationsgebouw aan de Stationsvej 5 werd bewaard en is nu een privéwoning.
Het 7 kilometer lange tracé naar Klemensker werd geasfalteerd.

## Onderwijs
Nadat de volksschool in Rø met de Østerlars-Gudhjem Skole fuseerde, werd er een aantal jaar speciaal onderwijs gegeven voor verstandelijk gehandicapten. De schoolgebouwen werden later door de gemeente Bornholm gerenoveerd, uitgebreid en ingericht als co-woningen voor verstandelijk gehandicapten. Het huidige instituut heet Røbo.

## Toerisme
Rø kent enkele belangrijke toeristische attracties op het gebied van kunst en cultuur. Zo is er het Bornholms Musik Festival, het oudste van Denemarken. Sinds 1968 worden er concerten georganiseerd in de kerk. Enkele kunstenaars hebben er een glas- en keramiekwerkplaats. Bij Helligdomsklipperne staat het bekende Bornholms Kunstmuseum, dat een permanente tentoonstelling van de Bornholmse School heeft. Op de plek waar vroeger Rø Flyveplads (een voormalige vlieghaven) lag is nu een uitdagende golfbaan aangelegd.
Het toerisme vormt een belangrijke bron van inkomsten voor de plaats.

### Natuur
Rø heeft enkele bezienswaardigheden in de natuur. Døndalen is een typische rotsenkloof met een waterval. Het is tevens de grootste waterval van Denemarken. De kust bestaat uit de ruige rotsformaties, "Helligdomsklipperne" genoemd. Van daaruit lopen paden naar Tejn en Gudhjem.
Rø Plantage beslaat 590 ha. De plantage werd tussen 1865 en 1875 aangelegd in de uitgestrekte Bornholmse heidevelden dat voorheen begraasd werd door het vee van de boerenbevolking. Rø Plantage staat onder toezicht van Naturstyrelsen Bornholm en maakt deel uit van het 3.370 ha grote Bornholms Staatsbos.

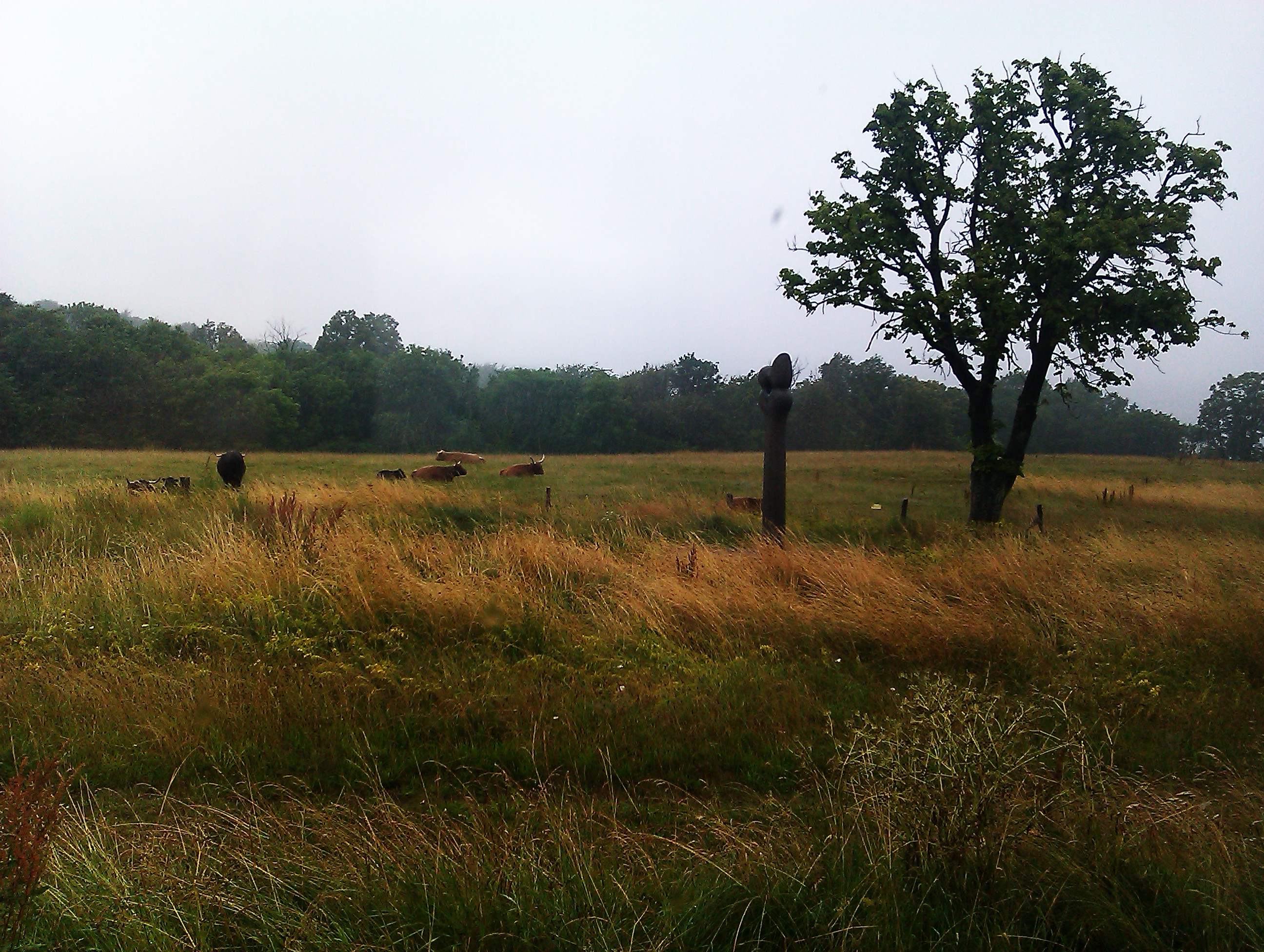
Uitzicht vanaf Bornholms Kunstmuseum
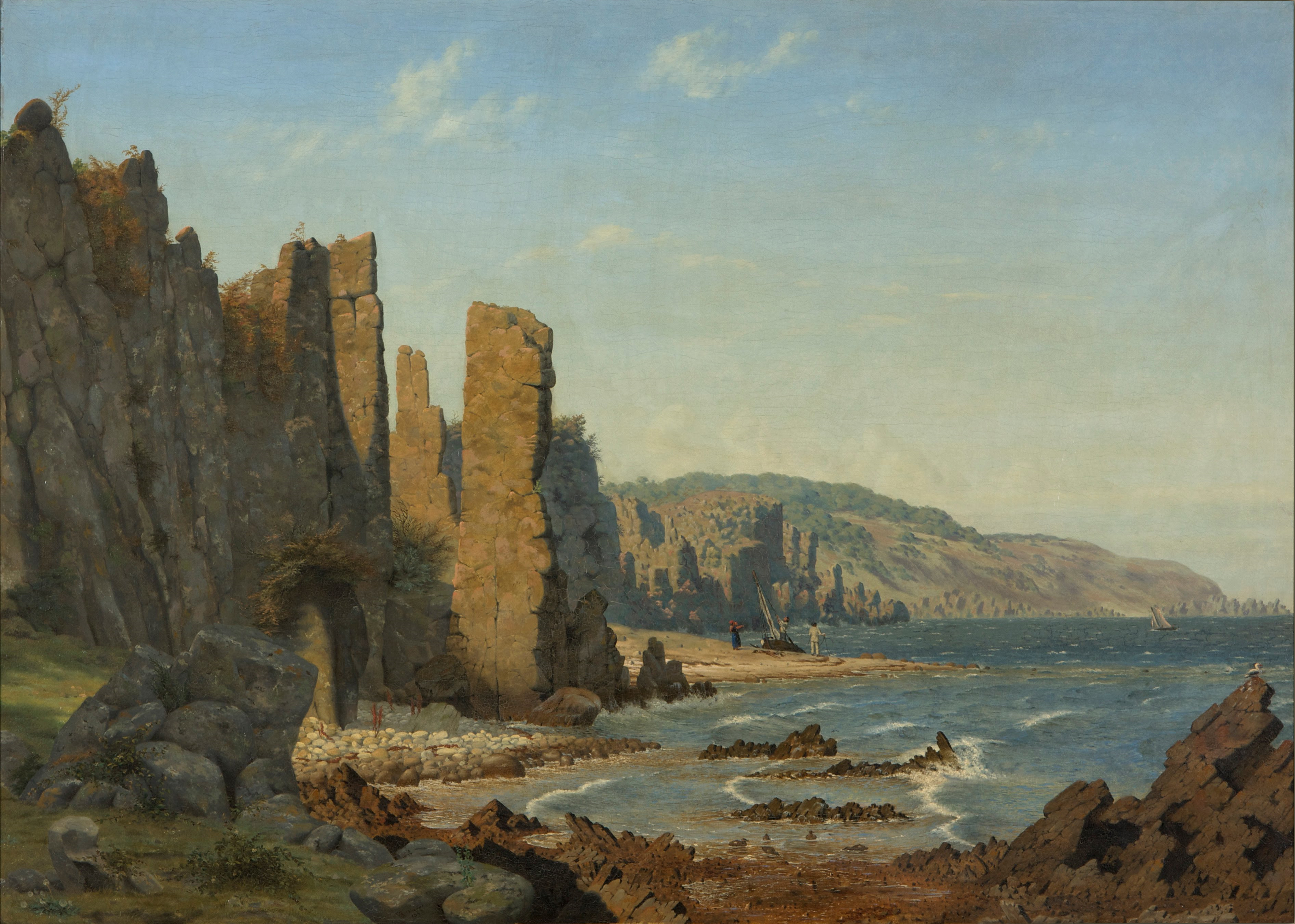
Bornholmsk Strandparti Olieverf op doek. 149 x 106 Vilhelm Kyhn Uit de collectie van Bornholms Kunstmuseum
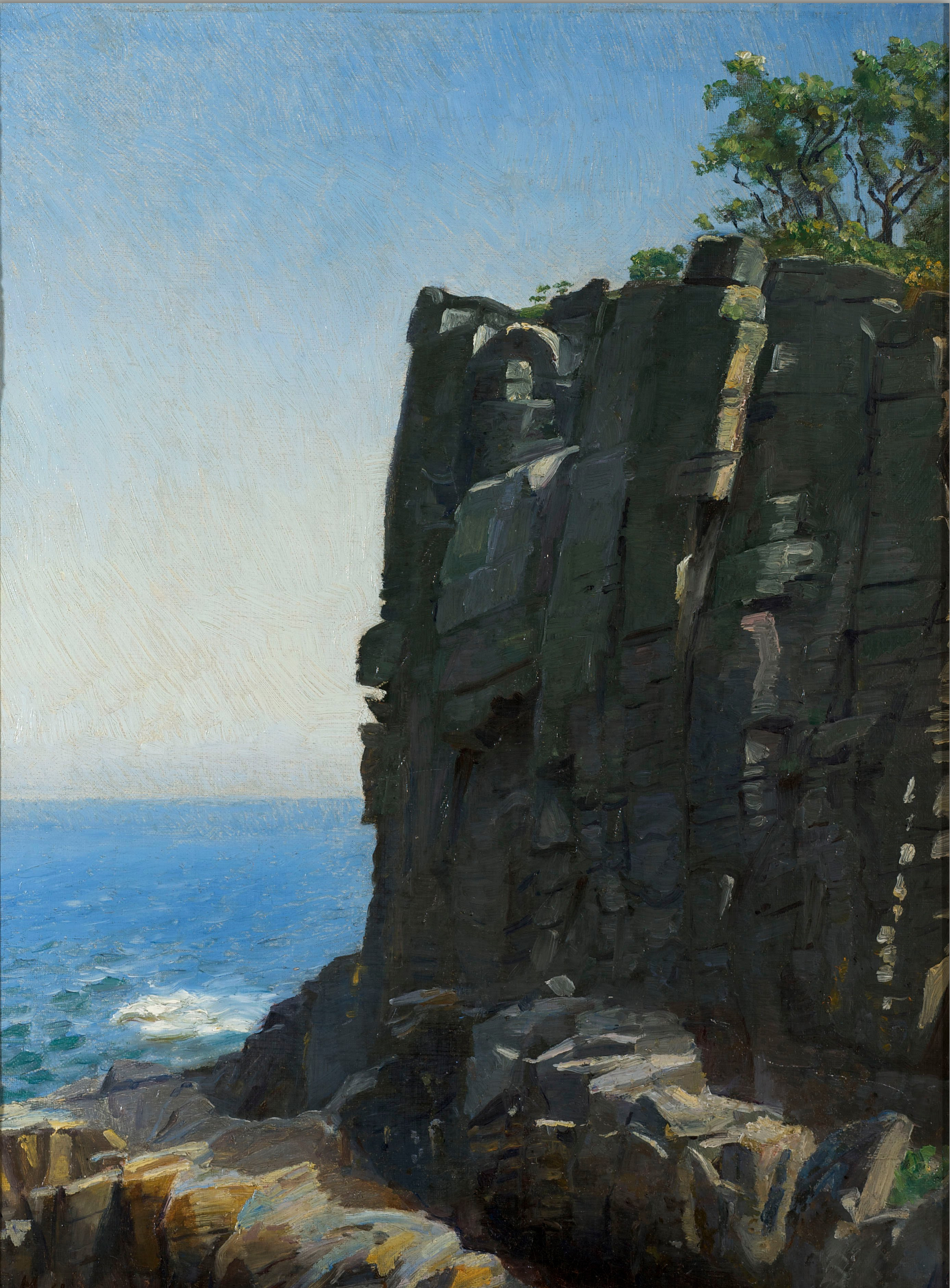
Helligdomsklippen ved Rø Olieverf op doek. 39.5 x 52.5 Michael Ancher (1890) Uit de collectie van Bornholms Kunstmuseum

## Trivia
- De zendmast van Rø is 315,8 meter hoog. De top van de zendmast is op 431.3 meter boven de zeespiegel en bereikt daarmee het hoogste punt van Denemarken.[4]